# الله‌کرم استکی
الله‌کرم استکی (زاده ۳۰ اسفند ۱۳۶۶، اصفهان) بازیکن هندبال ایرانی است که در پست پخش برای تیم نیروی زمینی شهید  کازرون و تیم ملی هندبال ایران بازی می‌کند
باشگاه کنونی مس کرمان است 

## حضور در تیم ملی ایران
استکی در دو دورهٔ بازی‌های آسیایی در سال‌های ۲۰۰۶ و ۲۰۱۰ با تیم ملی هندبال ایران یک مدال برنز و یک مدال نقره را به دست آورد. هم‌چنین در قهرمانی مردان آسیا در سال ۲۰۱۴ مدال برنز را به همراه تیم ایران کسب کرد. وی در مسابقات قهرمانی جهان در سال ۲۰۱۵ نیز عضو تیم ملی بود، ولی از حضور در مسابقات قهرمانی آسیا در سال ۲۰۱۶ بازماند.

### مسابقات بین‌المللی
قهرمانی آسیا
- اصفهان ۲۰۰۸[۵]
- بیروت ۲۰۱۰[۶]
- منامه ۲۰۱۴ –  مدال برنز

بازی‌های آسیایی
- دوحه ۲۰۰۶ -  مدال برنز
- گوانگژو ۲۰۱۰ –  مدال نقره[۷]

قهرمانی جهان
- دوحه ۲۰۱۵